# Aluminiumhydroxide
Aluminiumhydroxide is een anorganische verbinding van aluminium, met als brutoformule Al(OH)3. Het komt voor als het mineraal gibbsiet en diaspoor.
Het is in chemische gezuiverde vorm een wit poeder met een hardheid van 2,5 tot 3,5. De dichtheid is 2,42 g/cm³. Als mineraal is het kleurloos of grijs, geelachtig, soms violet en is meestal vrij transparant.

## Toepassingen
Het wordt ingezet als vlamvertrager; bij 200°C wordt water en aluminiumoxide gevormd, waarbij warmte geabsorbeerd wordt.
Aluminiumhydroxide wordt ook ingezet als absorbens, emulgator, ionenwisselaar, als antacidum (bijvoorbeeld in maagzuurremmers), en in filters. Het wordt gebruikt in de productie van papier, keramiek, inkt, tandpasta, wasmiddel en in verf en coatings.

## Eigenschappen
Wanneer aluminiumhydroxide reageert met basen ontstaat het aluminaat-ion:
{\displaystyle {\ce {Al(OH)3 + OH- -> Al(OH)4-}}}
Er bestaat ook een mengvorm tussen aluminiumoxide en aluminiumhydroxide. De chemische formule is AlO(OH). Het mineraal boehmiet is samengesteld uit deze chemische stof.